# Astragalus kazbeki
Astragalus kazbeki är en ärtväxtart. Astragalus kazbeki ingår i släktet vedlar, och familjen ärtväxter. Inga underarter finns listade i Catalogue of Life.